# Lindedwergbladroller
De lindedwergbladroller (Pammene ignorata) is een vlinder uit de familie bladrollers (Tortricidae). De wetenschappelijke naam is voor het eerst geldig gepubliceerd in 1968 door Kuznetsov.
De soort komt voor in Europa.